# Маликовы
Маликовы — тульская династия купцов, оружейников и фабрикантов, чей пик предпринимательской деятельности пришелся на времена Российской империи.

## Деятельность купцов

### XVII—XVIII
Данные о семье Маликовых впервые появляется в писцовых книгах конца XVI века — там значится, что семья занимается изготовлением ножей. В писцовой книге 1685 года сказано, что Маликовы все также продолжают заниматься изготовлением ножей, живут в доме на Ильинской улице в Туле.
Первая перепись населения в Туле в 1720 году зафиксировала место жительства Карпа Федоровича Маликова — Шеин переулок. На тот момент, ему уже исполнилось 59 лет и у него была семья — жена Марфа, дети — Сергей, Павел, Агап, Марфа. В этом же доме жил его племянник Мартин Семенович с женой и детьми, и тринадцатилетняя свояченица Пелагея. В 1743—1745 годах во Флоровском приходе жили Агап Карпович Маликов, его сын Петр и племянник Иван Павлович Маликов. Здесь же проживал и Степан Иванович Маликов вместе с сыном Трофимом. У Трофима были сыновья Иван и Дементий.
Степан Иванович Маликов занимался оружейным делом. Его сын, тоже оружейник, Трофим Степанович в 1764 году был выслан на Нерчинские рудники. Степан Маликов умер в 1766 году.
Иван Трофимович Маликов был женат на Марии Тимофеевне, у них были дети: Герасим, Василий, Ефимия, Аграфена.
В 1795 году Дементий Маликов накопил небольшой капитал. В это время ему исполнилось 55 лет. Он был женат на дочери оружейника Наталье Васильевне, у них были дети Даниил, Иван, Илья, Николай, Мария, Евдокия, Пелагея. У Даниила к тому времени была уже своя семья, и дети Александр и Никандр.

### XIX
По состоянию на 1803 год Дементий Трофимович Маликов владел самой крупной самоварной фабрикой в Туле, всего в городе на тот момент было 8 самоварных фабрик. Капитал фабрики составлял 10 тысяч рублей, на фабрике работало 65 человек. Рабочими были крестьяне Алексинского, Белевского, Каширского, Тульского, Одоевского, Епифанского, Крапивенского, Чернского уездов Тульской области.
Дементий Маликов мог стать купцом 1-й гильдии, но не хотел выходить из оружейного сословия, у которого имелись свои привилегии. В 1803 году ему было уже 63 года. В тот период ему уже помогал сын Иван, который станет в дальнейшем производителем оружия и самоваров. На своей продукции фабрикант ставил клеймо «Дементий Маликов в Туле». В 1812 году на фабрике Ивана Дементьевича Маликова работало 35 человек. Основной частью его рабочих были мещане, были также крестьяне, оружейники и один пахотный солдат.
В 1812 году под руководством Ивана Дементьевича Маликова было изготовлено 2072 ружья согласно требованию командира оружейного завода генерала-майора артиллерии. Вскоре масштабы производства военной продукции снизились, и основной деятельностью стало изготовление самоваров. В 1826 году Маликов изготовил 128 самоваров, стоимость которых составила 3 234 рублей серебром.
В 1828—1829 году Маликов не исполнил в срок необходимое количество поставок военной продукции и из-за этого его поведение сочли за изменническое. В этот период была русско-турецкая война, а фабрикант Маликов вызвался поставлять амуницию — 15 тысяч штук железных эполет, 5000 штук медных эполет, 5500 штук мундштуков, 5500 штук стремян, 6000 пар шпор, 5500 штук удил. Он обещал выполнить все заказы до 1 марта 1829 года, но к назначенному времени этого не сделал. Это повлияло на то, что кавалерийские полки не смогли выступить в поход. Тогда в дело вмешался полицмейстер и фабрикант Маликов тут же отправил все обещанные элементы. В 1830 году он все же заплатил штраф за промедление.
Иван Маликов был председателем цехового разряда, за свою деятельность получал медали. В 1808 году Иван Маликов получил золотую медаль для ношения на ленте ордена Св. Андрея Первозванного. Также его награждали медалями «За различные успехи в производстве оружия».
В 1816 году он получил медаль «За поставку в 1812—1816 годах огнестрельного и холодного оружия сверх положенного срока».
В 1810-х — 1820-х годах упоминается о существовании фабрики Гавриила Петровича Маликова — купца 3-й гильдии. Сразу после основания дела у фабрики шли успешно. По состоянию на 1820 год, там работало 30 работников, фабрика выпустила 500 самоваров. 200 из них были проданы в Туле, оставшиеся — в других городах. Фабрика Гавриила Маликова находилась около его дома, помещение было построено из дерева. В 1822 году производство сократилось, и фабрика смогла выпустить только 200 самоваров. Численность рабочих на фабрике сократилась до 7 человек. Так как доходы упали, Гавриил Петрович Маликов покинул купеческую гильдию и стал числиться мещанином. В 1826 году он выпустил 108 самоваров(по другим данным — 105 самоваров), позже его фабрика закрылась.
В это же время его троюродные братья Иван Иванович и Лука Иванович Маликов вели свои дела достаточно успешно. Иван Иванович Маликов был купцом 2-й гильдии и занимался торговлей железом и медом, Лука Иванович принадлежал к купцам 3-й гильдии. Иван Иванович Маликов был бургомистром городского магистрата, вместе с сыновьями Павлом и Абрамом был потомственным почётным гражданином. Лука Иванович Маликов в 1832—1834 годах был гласным городской Думы, временно заменял городского голову Я. И. Бабаева. Был старостой Боголюбской церкви.
В 1829 году самоварным делом начал заниматься Николай Дементьевич Маликов (1779—1850). Он был четвертым сыном Дементия Трофимовича Маликова. У него были сыновья Николай, Василий и дочь Прасковья. Н. Н. Маликов принял участие в первой Всероссийской мануфактурной выставке в 1829 году в Санкт-Петербурге. Выставка проходила в «Экспозиционном зале», который был построен в здании на стрелке Васильевского острова. Николай Маликов представил на выставке самовары, сделанные из красной меди. За представленные изделия он получил малую серебряную медаль.
В 1830 году он открыл самоварную фабрику. Она располагалась при доме Маликова в 1 части города, поблизости первой семинарии. На фабрике работало 18 человек, использовалось 30 молотков, 6 кузнечных клещей, 5 ножниц для резки металла, 40 резцов, 6 размеров. В 1835 году Николай Маликов изготовил 250 самоваров стоимость 13 000 рублей и продал их в Туле. Самовары Маликова отличались от изделий других мастеров своим видом — их делали в форме кувшина или гранной вазы. На фабрике его брата Ивана Маликова самовары делали более простой, грубой формы.
В 1837 году Тулу посетил наследник престола вместе с В. А. Жуковским. В городе организовали выставку, на которой представили охотничьи ружья, кинжалы, часы. На выставке были отмечены самовары и кофейники мастера Маликова, которые отличались «особенною изящностью
форм своих, добротою металла, несравненно противу всех чистою отделкою».
В 1840-х годах умирает потомственный почётный гражданин Иван Иванович Маликов. Его наследник — Абрам Иванович Маликов, купец 1-й гильдии, который купил Вятские железоделательные заводы. В 1843 году он получил заказ на поставку металла с этих заводов для строящейся железной дороги. В 1847 году умер оружейник Иван Дементьевич Маликов. Его наследник Иван получил от своего отца две фабрики — самоварную и штамповую. В 1850 году полноправным хозяином фабрики становится Николай Николаевич Маликов, который в августе 1851 года принимает участие в тульской сельскохозяйственной выставке. Изделия Николая Николаевича Маликова были признаны лучшими среди медных изделий.
Он же был участником московской выставке в 1853 году, где представил томпаковые и латунные самовары, подносы, по доступным ценам. За это он получил малую серебряную медаль. Всего на выставке было представлено 616 экспонентов из 20 губерний. После этого Николай Николаевич Маликов более целенаправленно развивать самоварное дело.
В 1864 году Н. Н. Маликов построил новую корпус своей фабрики, в которой находилась литейная мастерская. В 1861 году на Тульской выставке он получил похвальный лист, за томпаковые изделия. Фабрика его двоюродного брата, Ивана Ивановича Маликова, была закрыта в 1863 году.
Н. Н. Маликов стал купцом 2-й гильдии в начале 1860-х годов. Его фабрика в 1864 году изготовила 830 штук томпаковых самоваров, 356 дюжин латунных. Всего продукции на сумму 24 432 рублей серебром. Его двоюродный брат Иван стал купцом 3-й гильдии в 1868 году, но уже в 1869 году он закрыл свою фабрику из-за спада производства. В 1872 году фабрика заработала вновь, но в 1874 году она опять была закрыта и свою работу больше не возобновила.
В 1882 году Николай Николаевич Маликов продал свою самоварную фабрику Егору Александровичу Ваныкину.